# Anisota neomexicana
Anisota neomexicana är en fjärilsart som beskrevs av Max Wilhelm Karl Draudt 1930. Anisota neomexicana ingår i släktet Anisota och familjen påfågelsspinnare. Inga underarter finns listade i Catalogue of Life.